# لوتار هاک
لوتار هاک (به آلمانی: Lothar Haack) بازیکن فوتبال و مهاجم اهل آلمان شرقی بود که از سال ۱۹۶۱ میلادی عضو تیم ملی فوتبال آلمان شرقی بوده‌است. وی در ۱ بازی ملی حضور داشته و در بازی‌های ملی‌اش گلی به ثمر نرساند. لوتار هاک آخرین بازی ملی خود را در سال ۱۹۶۱ میلادی انجام داد.